# 近畿霊務局 - Kinki Spiritual Affairs Bureau
『近畿霊務局』（きんきれいむきょく）は、霧笛ノトによって開発・販売されたインディーゲーム。最初はSteamのみの販売であったが、後にAMATA GamesによってPlayStation 5およびXbox Series X/Sに移植・販売された。

## 概要
日本風ホラーゲームに見られる、物理的な攻撃が効かない幽霊に対して「思いっきりやり返せるホラーゲーム」をテーマに販売された。幽霊が一般的に存在する平行世界の日本が舞台であり、違法幽霊の除霊を行政が担う。
徒手格闘、ガンシューティング、ステルスアクションが主なプレイ内容となる。ゲームでは物理的攻撃が効かないことが多い幽霊に対し、本作では素手や釘バット、墓石、自動小銃、装甲車などによる暴力で殲滅する。

## ストーリー
霊務省の近畿霊務局に所属する公認除霊師の白石瑞希は、ふるさと納税ついでにSNSでフォローしていた賽河村の存在がインターネット上から消滅したことに気付く。不審に思った白石は無断欠勤および対霊小銃の勝手な持ち出しをして、奈良県の賽河村へ調査に赴く。
村では住民とは出会わず、自然発生したにしては数が多い違法幽霊と遭遇した白石は、行政代執行と称して対霊小銃で成仏させていく。何者かが結界で村を覆っていると判断した白石は、除霊課長の小日向や後輩の丸岡から助言を受けつつ賽河村の謎を追う。

## 勢力
霊務省
除霊と宗教を分離させ、除霊を担っていた寺社勢力の力を削ぐために創設された行政機関。霞ヶ関に本省を構える。違法幽霊の増加速度に対処できない状態にあり、抜本的かつ強硬な改革に臨む。
神務庁
神社を管轄する行政機関。長官を擁する。賽河神社は神務庁に属している。人手不足により霊務省とも協力関係を築いている。
賽河神社
賽河村の神社。瀬音姫命という神を祀っている。瀬音姫命は古文書を残しており、賽川絢音とその父親とで研究が進められ独自の結界を編み出した。
巫女たちは主に旧式の小銃で武装している。
違法幽霊
成仏を拒み現世に留まり続ける幽霊。孤独死や経済不況で社会に恨みを抱いた死者から生まれる者が増えており、彼らが引き起こす霊障が社会問題となっている。人が少ない田舎を好む傾向にあり、地方の過疎化の一因になっている。

## 登場人物
白石 瑞希
本作の主人公。近畿霊務局霊事部除霊一課の一級除霊師。27歳。学校の制服を着ている。
独断専行が多く、小日向の根回しがあってなんとか活動できている。業界では有名人で「どっちが悪霊か分からん」、「たまに除霊するヒグマ」と省庁を越えて噂されている。
小日向 智樹
近畿霊務局霊事部除霊一課の課長。ドローンを介して白石に指示を出す。パワーポイントのスライドを作るのが下手。
丸岡 詩織
近畿霊務局霊事部鑑識課の一級鑑識官。白石の後輩。白石から始末書の代筆をさせられたり、飲み代の返済を躱されたりしている。結界具の解析を担う。
賽川 絢音
賽河神社の主任巫女。巫女たちの中で唯一の賽河村民。
フルアームド木村
全身を防護服で覆った男。白石とは互いに気さくな会話を交わしつつ殺し合う。
粟麦 ひえ
実在するバーチャルストリーマーで、ゲスト出演している。本作の英語ローカライズを担当している。

## 開発
本作はホラーゲームが苦手な霧笛ノトによって開発された。もともと架空の大手Vtuber事務所のスキャンダルを銃火器で解決するTPSとして「AKASPA」というタイトルのゲームを開発していたが、開発に時間がかかりそうなことや、制作者が光熱費や奨学金で困窮していたため、短めのホラーゲームへと転換した。
2022年10月15日、ティザー映像が公開され、映像によれば発売時期は「良い感じになり次第」とされた。また、pixivFANBOXで制作支援を呼びかけた。
2024年9月10日、霧笛ノトは同年10月14日に発売することを発表し、Steamストアページを公開した。10月14日にSteamで発売開始。対応言語は当初、日本語、英語、簡体中文であったが、その後のアップデートで10月28日に韓国語、12月19日に繁体中文に対応した。その他のアップデートで、軽量化やバグ修正、難易度や操作性の調整、コントローラーへの対応、エンドロールへのスチルの追加、4段階の難易度選択の追加などが施された。
2025年7月16日、AMATA Gamesによって本作のPS5版およびXSX/S版が発売された。グラフィック設定はそれぞれのハードウェアに適した「おすすめ設定」があり、自由に設定もできる。

## 評価
2024年10月4日の発売直後からプレイヤーから厳しい評価を受け、Steamのユーザーレビューで「不評」のステータスを得た。理由としては、画面が見づらい、モーションがもっさりしている、操作性が悪い、ゲームが進まない、処理が重い、最適化不足などであった。ストーリーや世界観を評価する声もあったが、ゲームプレイを阻害する要因が多く、低評価に繋がったとされる。また、「幽霊に思いっきりやり返せる」という謳い文句とのズレも不評に繋がった例もある。翌10月5日に3回、6日から11日まで5回のアップデートが入り、上述の不評の要因に対する改善がなされた。10月5日以降から不評率は低下し、少なくとも10月15日時点では「不評」から「非常に好評」に好転した。
幽霊に物理的に反撃できるという設定、ケレン味のあるブラックジョーク、キャラクター同士の掛け合い、徐々に重くなっていくシリアス展開などが相まり、重厚なストーリーが高く評価された。